# Millefiori (vetro)

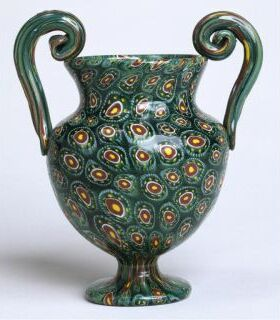
Vaso decorato con stile "millefiori", 1872 Victoria and Albert Museum n. 1188-1873

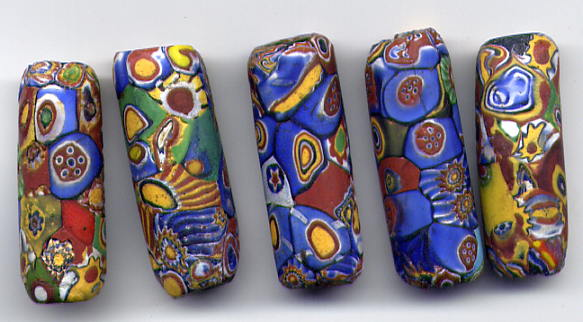
Perline di stile "millefiori", anni '20 del Novecento

La millefiori è una tecnica di lavorazione del vetro decorativa per oggetti o piastrelle. Il tratto distintivo di questo stile è la presenza di un campo fiorito decorativo. Apsley Pellatt nel suo libro Curiosities of Glass Making fu il primo a usare la parola millefiori per questo tipo di lavorazione, termine che pure era già presente nell'Oxford English Dictionary nell'edizione del 1849. L'uso della tecnica millefiori era perlopiù associata alle vetrerie veneziane.
Più recentemente, la tecnica millefiori è stata applicata anche a argilla polimerica e ad altri materiali, i quali hanno la capacità di essere facilmente plasmabili e dunque non necessitano di essere fusi o riscaldati.

## Storia

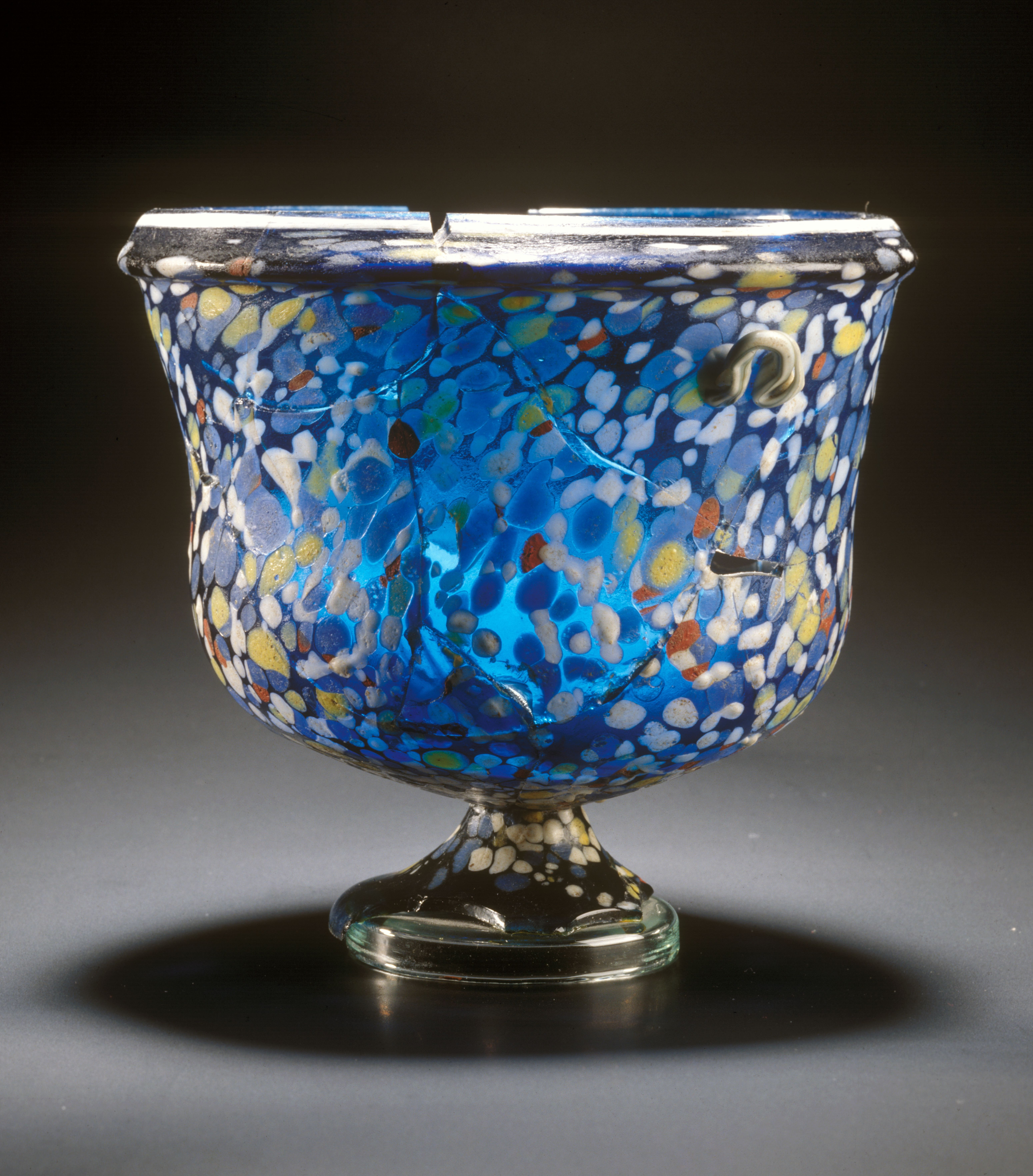
Coppa di stile millefiori di epoca romana proveniente da una tomba di Emona (attuale Lubiana).

Le basi di questa lavorazione si possono ritrovare già all'epoca degli antichi romani, in Fenicia e ad Alessandria d'Egitto. Opere di questo stile, probabilmente realizzate in Italia, si sono ritrovate nell'VIII secolo in siti archeologici in Irlanda, come pure in sepolture anglosassoni del VII secolo presso Sutton Hoo.

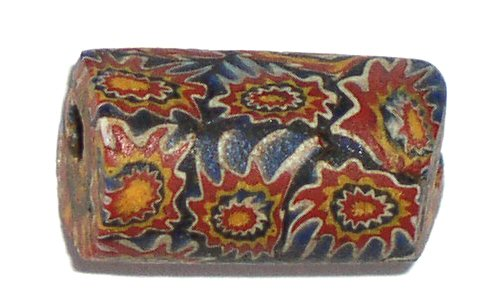
Perlina romana di stile millefiori

Le conoscenze tecniche per la produzione del millefiori si persero ormai definitivamente nel XVIII secolo per poi riprendere nel XIX secolo con la riapertura di numerose fabbriche specializzate in Italia, Francia e Inghilterra. Spesso tale tecnica venne utilizzata per la produzione di fermacarte in vetro.
Sino al XV secolo, le vetrerie di Murano erano tra le maggiori al mondo per la produzione di questa esclusiva tipologia di vetro, unendo insieme differenti pezzi di vetro di vari colori, ponendovi infine sopra tutto uno strato di vetro morbido trasparente dello spessore desiderato.

## Produzione

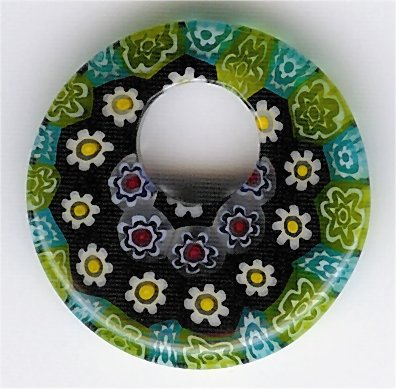
Pendant in vetro di stile "millefiori"

La tecnica millefiori coinvolge la produzione delle murrine con colori differenti.